# Campionato sovietico di pallacanestro
Il campionato di pallacanestro sovietico fu attivo dal 1924 al 1992 in Unione Sovietica. Veniva gestito dalla Federazione cestistica dell'Unione Sovietica.

## Albo d'oro
- 1923-1924  RSFS Russa[1]
- 1924-1927 non disputato
- 1927-1928  RSFS Russa[1]
- 1928-1933 non disputato
- 1933-1934  Leningrado[2]
- 1934-1935  RSFS Russa[1]
- 1935-1936  Leningrado[2]
- 1936-1937  Dinamo Mosca
- 1937-1938 Burevestnik Leningrado
- 1938-1939 Lokomotiv Mosca
- 1939-1940 Burevestnik Leningrado
- 1940-1943 non disputato
- 1943-1944  Armia Tbilisi
- 1944-1945  CSKA Mosca
- 1946  Armia Tbilisi
- 1947  SKIF Kaunas
- 1947-1948  Dinamo Mosca
- 1948-1949  Tartu Ülikooli
- 1949-1950  Dinamo Tbilisi
- 1950-1951  Žalgiris Kaunas
- 1951-1952 VVS MVO Mosca
- 1952-1953  Dinamo Tbilisi
- 1953-1954  Dinamo Tbilisi
- 1955  Rīgas ASK
- 1956  RSS Lettone[1]
- 1957  Rīgas ASK
- 1958  Rīgas ASK
- 1959  RSFS Russa[1]
- 1960  CSKA Mosca
- 1960-1961  CSKA Mosca
- 1961-1962  CSKA Mosca
- 1963  RSFS Russa[1]
- 1963-1964  CSKA Mosca
- 1964-1965  CSKA Mosca
- 1965-1966  CSKA Mosca
- 1967  RSS Ucraina[1]
- 1967-1968  Dinamo Tbilisi
- 1968-1969  CSKA Mosca
- 1969-1970  CSKA Mosca
- 1970-1971  CSKA Mosca
- 1971-1972  CSKA Mosca
- 1972-1973  CSKA Mosca
- 1973-1974  CSKA Mosca
- 1974-1975  Spartak Leningrado
- 1975-1976  CSKA Mosca
- 1976-1977  CSKA Mosca
- 1977-1978  CSKA Mosca
- 1978-1979  CSKA Mosca
- 1979-1980  CSKA Mosca
- 1980-1981  CSKA Mosca
- 1981-1982  CSKA Mosca
- 1982-1983  CSKA Mosca
- 1983-1984  CSKA Mosca
- 1984-1985  Žalgiris Kaunas
- 1985-1986  Žalgiris Kaunas
- 1986-1987  Žalgiris Kaunas
- 1987-1988  CSKA Mosca
- 1988-1989  Stroitet Kiev
- 1989-1990  CSKA Mosca
- 1990-1991  Kalev
- 1991-1992  Sptk. S. Pietroburgo

## Record
I cestisti che detiene il numero maggiore di edizioni vinte è:
| Nome               | Club            | Vittorie | Anni |
| ------------------ | --------------- | -------- | --- |
| Valerij Miloserdov | CSKA Mosca (12) | 12       | 1969-1970, 1970-1971, 1971-1972, 1972-1973, 1973-1974, 1975-1976, 1976-1977, 1977-1978, 1978-1979, 1979-1980, 1980-1981, 1981-1982 |

L'allenatore che detiene il numero maggiore di edizioni vinte è:
| Nome                 | Club                          | Vittorie | Anni |
| -------------------- | ----------------------------- | -------- | --- |
| Aleksandr Gomel'skij | Rīgas ASK (3) CSKA Mosca (10) | 13       | 1955, 1957, 1958, 1969-1970, 1970-1971, 1971-1972, 1972-1973, 1973-1974, 1975-1976, 1976-1977, 1977-1978, 1978-1979, 1979-1980 |